# 유구 (고고학)

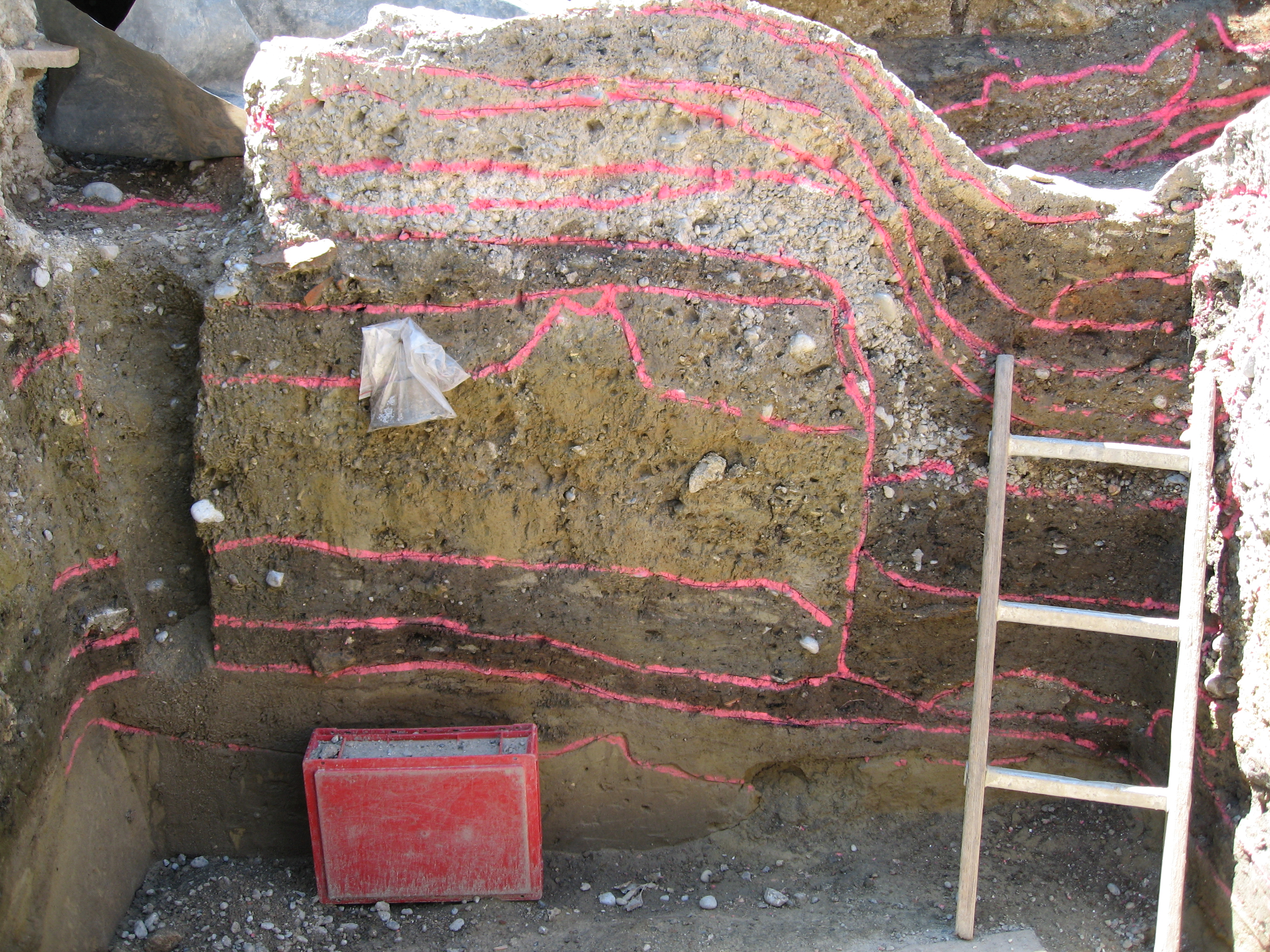

유구(遺構)는 인간의 활동에 의해 만들어진 것으로 파괴되지 않고서는 움직일 수 없는 잔존물이다.

## 구분
유구는 주거지, 수전지, 무덤, 저장고 등의 단순한 유구와 건축물, 사원 등의 복잡한 유구로 구분된다.